# Phan (huyện)
Phan (tiếng Thái: พาน) là một huyện (‘‘amphoe’’) ở phía nam của tỉnh Chiang Rai, phía bắc Thái Lan.

## Địa lý
Các huyện giáp ranh (từ tây nam theo chiều kim đồng hồ): Wiang Pa Pao, Mae Suai, Mae Lao, Mueang Chiang Rai, Pa Daet thuộc tỉnh Chiang Rai, Mae Chai thuộc tỉnh Phayao, Wang Nuea thuộc tỉnh Lampang.

## Lịch sử
Ban đầu tên là Mueang Phan, đơn vị này đã được đổi tên thành Phan vào năm 1938, do từ Mueang lúc đó được dành cho các huyện thủ phủ của các tỉnh.

## Hành chính
Huyện này được chia thành 15 phó huyện (tambon), các đơn vị này lại được chia thành 229 làng (muban). Mueang Phan là một thị trấn (thesaban tambon) which nằm trên một phần của tambon Mueang Phan. Ngoài ra có 15 tổ chức hành chính tambon (TAO).
| Số TT | Tên            | Tên tiếng Thái | Số làng | Dân số |  |
| ----- | -------------- | -------------- | ------- | ------ |  |
| 1.    | San Makhet     | สันมะเค็ด        | 19      | 10.904 |  |
| 2.    | Mae O          | แม่อ้อ           | 20      | 9.799  |  |
| 3.    | Than Thong     | ธารทอง         | 11      | 6.636  |  |
| 4.    | Santi Suk      | สันติสุข          | 9       | 5.614  |  |
| 5.    | Doi Ngam       | ดอยงาม         | 14      | 6.757  |  |
| 6.    | Hua Ngom       | หัวง้ม           | 13      | 7.141  |  |
| 7.    | Charoen Mueang | เจริญเมือง       | 21      | 8.534  |  |
| 8.    | Pa Hung        | ป่าหุ่ง           | 17      | 10.138 |  |
| 9.    | Muang Kham     | ม่วงคำ          | 17      | 8.837  |  |
| 10.   | Sai Khao       | ทรายขาว        | 17      | 10.077 |  |
| 11.   | San Klang      | สันกลาง         | 17      | 8.611  |  |
| 12.   | Mae Yen        | แม่เย็น          | 10      | 5.750  |  |
| 13.   | Mueang Phan    | เมืองพาน        | 25      | 19.326 |  |
| 14.   | Than Tawan     | ทานตะวัน        | 11      | 6.518  |  |
| 15.   | Wiang Hao      | เวียงห้าว        | 8       | 3.501  |  |